# Roy Donders: Stylist van het Zuiden
Roy Donders: Stylist van het Zuiden is een Nederlands realitytelevisieprogramma. Het eerste seizoen werd als tussen oktober en december 2013 uitgezonden op RTL 5. Een tweede seizoen werd in het voorjaar van 2014 uitgezonden onder de naam Roy Donders: Meer dan stylist van het Zuiden.
Vanaf het vijfde seizoen in 2016 werd het programma uitgezonden op SBS6. Het zesde en laatste seizoen eindigde in maart 2017.
In het programma staat ondernemer en stylist Roy Donders centraal. Hij is afkomstig uit de Tilburgse wijk Broekhoven en dreef in de naastgelegen wijk Groenewoud een kledingwinkel en was tevens actief als kapper en stylist. Hij richt zich op vrouwen uit volksbuurten en woonwagenkampen. In de serie behoren ook zijn zus Rian, moeder Nel en vader Frans tot de hoofdpersonages. 

## Geschiedenis
Donders probeerde in het eerste seizoen van de serie een eigen kledinglijn in huispakken op te zetten. In seizoen twee was te zien hoe hij omging met zijn nieuwe roem en pakte hij het zingen weer op. Donders stopte met kledingparty's omdat die meer om zijn persoon gingen draaien dan om de kledingverkoop. Hij opende een nieuwe winkel in Broekhoven met daarnaast een kinderkledingwinkel van zus Rian. In seizoen drie pakte Donders zijn zangcarrière weer op, kende hij een mislukt horeca-initiatief bij de Tilburgse kermis, ging hij op zoek naar een nieuwe woning en opende hij een extra popup-store tegenover zijn winkel. Ook werd er voor het eerst aandacht besteed aan zijn liefdesleven. In het vierde seizoen kreeg zijn vriend Marvin een grotere rol en gaat hij op zoek naar een nieuwe woning. In het vijfde seizoen, het eerste bij SBS6, probeert Donders als zanger voet aan de grond te krijgen in Duitsland, verbouwt hij zijn huis en wordt zijn winkel meermaals bezocht door inbrekers. In seizoen 6 wil hij de winkels verhuizen naar het centrum van Tilburg, wordt de garage verbouwd tot wellness en neemt hij een carnavalsnummer op met Patty Brard.
Hoewel het programma inhoudelijk met de nodige scepsis ontvangen werd, was het binnen een paar weken een goed bekeken programma op RTL 5. Een tip van Donders om Robijn wasverzachter te koken als luchtverfrisser zorgde voor ophef.

## Kijkcijfers

### Seizoen 1: Roy Donders: Stylist van het Zuiden (RTL 5)
| Aflevering   | Datum            | Kijkcijfers |
| ------------ | ---------------- | ----------- |
| Aflevering 1 | 28 oktober 2013  | 387.000     |
| Aflevering 2 | 4 november 2013  | 492.000     |
| Aflevering 3 | 11 november 2013 | 513.000     |
| Aflevering 4 | 18 november 2013 | 686.000     |
| Aflevering 5 | 25 november 2013 | 590.000     |
| Aflevering 6 | 2 december 2013  | niet bekend |
| Aflevering 7 | 9 december 2013  | 700.000     |
| Aflevering 8 | 16 december 2013 | niet bekend |

Er keken gemiddeld 561.333 mensen naar seizoen 1.

### Seizoen 2: Roy Donders: Meer dan stylist van het Zuiden (RTL 5)
| Aflevering   | Datum         | Kijkcijfers |
| ------------ | ------------- | ----------- |
| Aflevering 1 | 29 april 2014 | 563.000     |
| Aflevering 2 | 6 mei 2014    | 451.000     |
| Aflevering 3 | 13 mei 2014   | 621.000     |
| Aflevering 4 | 20 mei 2014   | 628.000     |
| Aflevering 5 | 27 mei 2014   | 753.000     |
| Aflevering 6 | 3 juni 2014   | 659.000     |
| Aflevering 7 | 10 juni 2014  | 809.000     |

Er keken gemiddeld 640.571 mensen naar seizoen 2.

### Seizoen 3: Roy Donders: Stylist van het Zuiden (RTL 5)
| Aflevering   | Datum            | Kijkcijfers |
| ------------ | ---------------- | ----------- |
| Aflevering 1 | 28 oktober 2014  | 579.000     |
| Aflevering 2 | 4 november 2014  | 624.000     |
| Aflevering 3 | 11 november 2014 | 579.000     |
| Aflevering 4 | 18 november 2014 | 520.000     |
| Aflevering 5 | 25 november 2014 | 463.000     |
| Aflevering 6 | 2 december 2014  | 570.000     |
| Aflevering 7 | 9 december 2014  | 636.000     |
| Aflevering 8 | 16 december 2014 | 554.000     |

Er keken gemiddeld 565.625 mensen naar seizoen 3.

### Seizoen 4: Roy Donders: Stylist van het Zuiden (RTL 5)
| Aflevering   | Datum            | Kijkcijfers |
| ------------ | ---------------- | ----------- |
| Aflevering 1 | 27 oktober 2015  | 479.000     |
| Aflevering 2 | 3 november 2015  | 518.000     |
| Aflevering 3 | 10 november 2015 | 418.000     |
| Aflevering 4 | 17 november 2015 | 449.000     |
| Aflevering 5 | 24 november 2015 | 569.000     |
| Aflevering 6 | 1 december 2015  | 611.000     |
| Aflevering 7 | 8 december 2015  | 559.000     |
| Aflevering 8 | 15 december 2015 | 549.000     |

Er keken gemiddeld 519.000 mensen naar seizoen 4.

### Seizoen 5: Roy Donders: Stylist van het Zuiden (SBS6)
| Aflevering   | Datum            | Kijkcijfers |
| ------------ | ---------------- | ----------- |
| Aflevering 1 | 21 oktober 2016  | 460.000     |
| Aflevering 2 | 28 oktober 2016  | 417.000     |
| Aflevering 3 | 4 november 2016  | 366.000     |
| Aflevering 4 | 11 november 2016 | 314.000     |
| Aflevering 5 | 18 november 2016 | 252.000     |
| Aflevering 6 | 25 november 2016 | 322.000     |
| Aflevering 7 | 2 december 2016  | 439.000     |
| Aflevering 8 | 9 december 2016  | 448.000     |

Er keken gemiddeld 377.250 mensen naar seizoen 5.

### Seizoen 6: Roy Donders: Stylist van het Zuiden (SBS6)
| Aflevering   | Datum            | Kijkcijfers |
| ------------ | ---------------- | ----------- |
| Aflevering 1 | 10 februari 2017 | 399.000     |
| Aflevering 2 | 17 februari 2017 | 363.000     |
| Aflevering 3 | 24 februari 2017 | 387.000     |
| Aflevering 4 | 3 maart 2017     | 384.000     |
| Aflevering 5 | 10 maart 2017    | n.b.        |
| Aflevering 6 | 17 maart 2017    | 527.000     |

Er keken gemiddeld 412.000 mensen naar seizoen 6.

## Wetenswaardigheden
Donders probeerde voor hij stylist werd een carrière als volkszanger op te bouwen. In de serie blijkt dat hij nog steeds zingt, maar dan om evenementen waarop hij zijn kleding aanbiedt op te leuken. De openingstune "Ga voor goud" van de Stylist van het Zuiden zong Donders ook zelf in.

## Vervolg
In mei 2023 keerde Donders na ruim zes jaar terug met de realityserie Roy Donders altijd wat bijzonders dat uitgezonden werd door televisiezender TLC. In het vervolg ziet de kijkers hoe Donders zich voorbereidt op het komende vaderschap en hoe de relatie met zijn vriendin Michelle hem veranderd heeft. Naast hen keerde ook de rest van de familie Donders terug.

## Prijzen
- Op 2 maart 2015 won Roy Donders: Meer dan Stylist van het Zuiden een van De tv-beelden in de categorie 'sponsort' voor de samenwerking met Jumbo.